# Idaea infirmaria
Idaea infirmaria là một loài bướm đêm thuộc họ Geometridae. Nó được tìm thấy ở Southern châu Âu.

## Hình ảnh

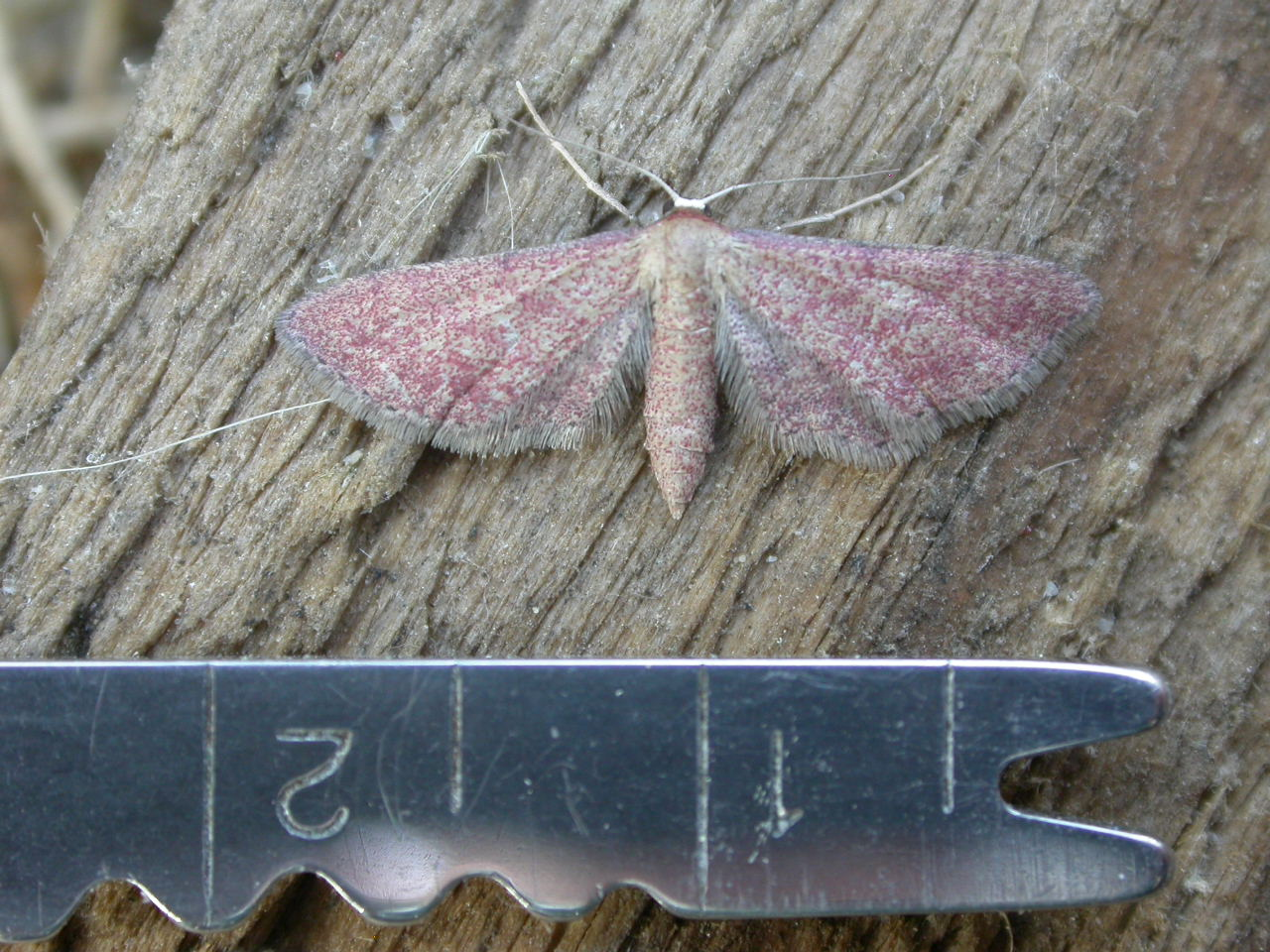
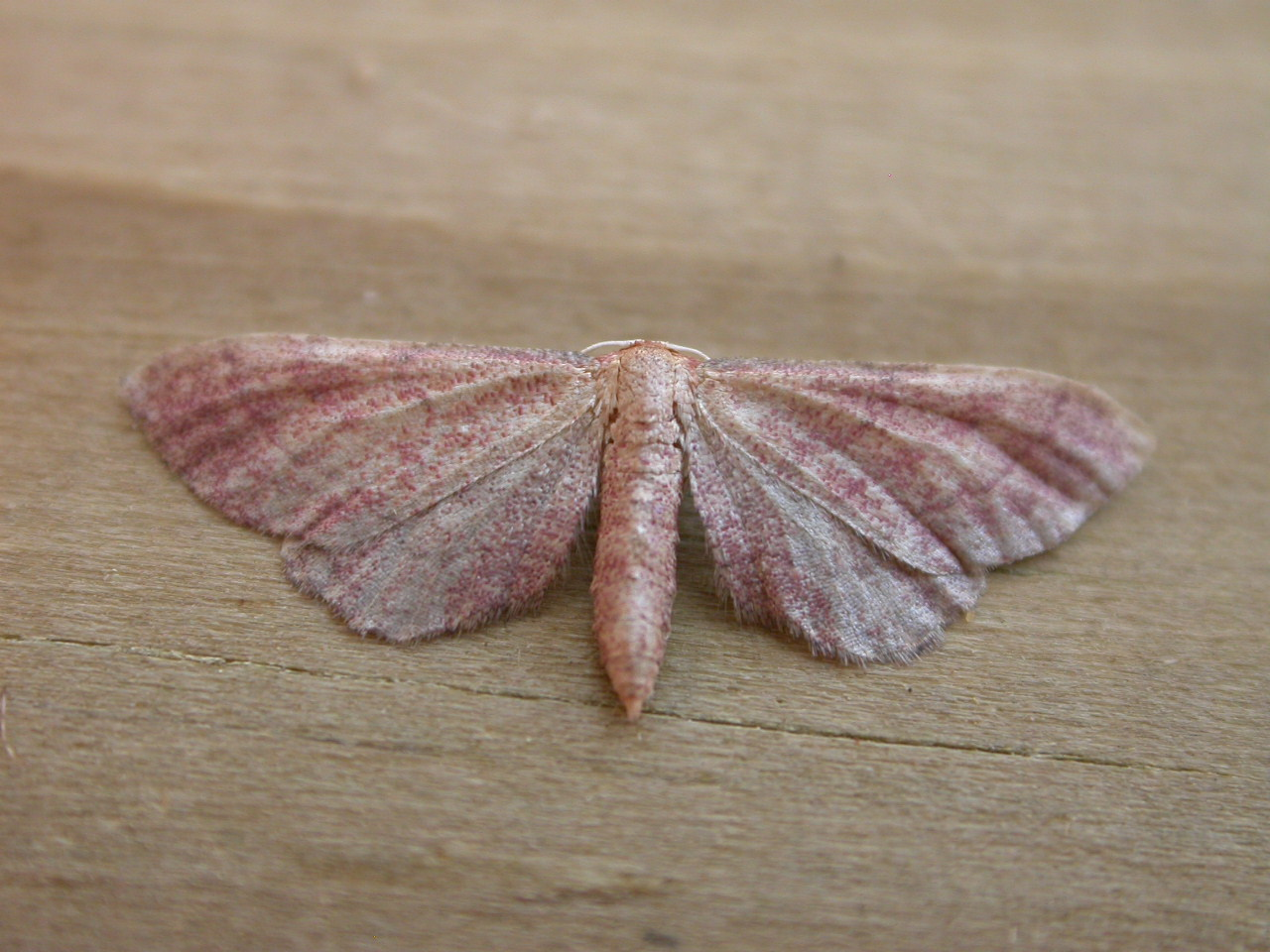